# 3656-os busz
A 3656-os jelzésű autóbuszvonal helyközi autóbuszjárat Gyöngyös és Recsk valamint Sirok között, melyet a Volánbusz Zrt. lát el.

## Közlekedése
A járat Gyöngyöst és Recsket, valamint Sirokot köti össze. Menetideje 9 perc és 1 óra 18 perc között változik a különböző útvonalak miatt. Gyöngyösön egyes járatok végállomása a vasútállomás. 
Gyöngyös és Recsk között négy járat, Recsk és Gyöngyös között három járat szállítja az utasokat. Egy járat szállítja az utasokat, Gyöngyös és Sirok, Parádfürdő és Gyöngyös, Recsk és Bodony valamint Bodony Parádfürdő viszonylaton.  
Egy járat Mátrafüred és Gyöngyös között közlekedik a hetek utolsó tanítási napján. Nyári tanszünetben egy Recskre közlekedő járat betér Parádóhutára. A Gyöngyös - Sirok járat Recsk Kossuth utca 45. és a végállomás, Sirok, központ között csak leszállás céljából áll meg.
A járatok többsége korlátozó jelzésekkel közlekedik, csak munkanapokon, csak munkaszüneti napok kivételével naponta, csak iskolai előadási napokon, csak tanszünetben munkanapokon közlekednek.
Bükkszékig illetve Bükkszékről az 1046-os busz járatai közlekednek

## Megállóhelyei
| 3656 (Gyöngyös – Mátraháza – Parád – Bükkszék) | 3656 (Gyöngyös – Mátraháza – Parád – Bükkszék) | 3656 (Gyöngyös – Mátraháza – Parád – Bükkszék) | 3656 (Gyöngyös – Mátraháza – Parád – Bükkszék) | 3656 (Gyöngyös – Mátraháza – Parád – Bükkszék) | 3656 (Gyöngyös – Mátraháza – Parád – Bükkszék) | 3656 (Gyöngyös – Mátraháza – Parád – Bükkszék) | 3656 (Gyöngyös – Mátraháza – Parád – Bükkszék) |
| Sorszám (↓)                                    | Sorszám (↓)                                    | Sorszám (↓)                                    | Megállóhely                                    | Sorszám (↑)                                    | Sorszám (↑)                                    | Átszállási kapcsolatok |                                                |
| ---------------------------------------------- | ---------------------------------------------- | ---------------------------------------------- | ---------------------------------------------- | ---------------------------------------------- | ---------------------------------------------- | --- | ---------------------------------------------- |
| 0                                              | 0                                              |                                                | Gyöngyös, vasútállomás végállomás              | 27                                             |                                                | 1A 1305, 1515 3492, 3655, 3677, 3680, 3694, 3699 személyvonat, Mátra InterRégió |                                                |
| 1                                              | 1                                              |                                                | Gyöngyös, autóbusz-állomás végállomás          | 26                                             |                                                | 1A 1040, 1044, 1045, 1046, 1049, 1050, 1054, 1066, 1068, 1069, 1301, 1305, 1308, 1348, 1427, 1469, 1515 3445, 3448, 3457, 3471, 3492, 3604, 3612, 3650, 3651, 3652, 3655, 3660, 3661, 3662, 3663, 3664, 3665, 3666, 3670, 3671, 3673, 3675, 3676, 3677, 3678, 3679, 3680, 3681, 3685, 3688, 3691, 3693, 3694, 3696, 3697, 3698, 3699, 4602, 4653 |                                                |
| 2                                              | 2                                              |                                                | Gyöngyös, Mátrai úti ABC                       | 25                                             |                                                | 1, 1A 3471, 3492, 3651, 3655, 3655, 3662, 3664, 3694, 3696, 3699 |                                                |
| 3                                              | 3                                              |                                                | Gyöngyös, Főiskola                             | 24                                             |                                                | 1, 1A 1044, 1045, 1046, 1515 3471, 3492, 3604, 3651, 3655, 3662, 3664, 3673 |                                                |
| 4                                              | 4                                              |                                                | Gyöngyös, Kollégium                            | 23                                             |                                                | 1044, 1045, 1046, 1515 3471, 3492, 3604, 3655, 3662, 3664, 3673 |                                                |
| 5                                              | 5                                              |                                                | Gyöngyössolymosi elágazás                      | 22                                             |                                                | 3650, 3651, 3655, 3662, 3664 |                                                |
| 6                                              | 6                                              |                                                | Mátrafüred, Erdész utca                        | 21                                             |                                                | 1044, 1045, 1046 3471, 3492, 3650, 3651, 3655, 3662, 3664, 3673, 3691, 3697 |                                                |
| 7                                              | 7                                              |                                                | Mátrafüred, autóbusz-váróterem végállomás      | 20                                             |                                                | 1044, 1045, 1046, 1515 3471, 3492, 3604, 3650, 3651, 3655, 3662, 3664, 3673 |                                                |
| 8                                              | 8                                              |                                                | Sástó                                          | 19                                             |                                                | 1044, 1045, 1046, 1515 3471, 3492, 3604, 3651, 3655 |                                                |
| 9                                              | 9                                              |                                                | Mátraháza, Üdülők                              | 18                                             |                                                | 1044, 1045, 1046, 1515 3471, 3492, 3604, 3651, 3655 |                                                |
| 10                                             | 10                                             |                                                | Mátraháza, Szanatórium                         | 17                                             |                                                | 1044, 1045, 1046, 1515 3471, 3492, 3604, 3651, 3655 |                                                |
| 11                                             | 11                                             |                                                | Mátraháza, autóbusz-állomás                    | 16                                             |                                                | 1044, 1045, 1046, 1515 3471, 3492, 3604, 3651, 3655 |                                                |
| 12                                             | 12                                             |                                                | Mátraháza, Honvéd üdülő                        | 15                                             |                                                | 1044, 1046, 1515 3471, 3492, 3604, 3655 |                                                |
| 13                                             | 13                                             |                                                | Mátraháza, Vörösmarty turistaház               | 14                                             |                                                | 1044, 1046, 1515 3471, 3492, 3604, 3655 |                                                |
| 14                                             | 14                                             |                                                | Parádsasvári, elágazás                         | 13                                             |                                                | 1046, 1515 3471, 3472, 3491, 3492, 3494, 3565, 3568, 3604 |                                                |
| 15                                             | 15                                             |                                                | Parád, fényespusztai elágazás                  | 12                                             |                                                | 1046 3471, 3472, 3491, 3492, 3494, 3565, 3568 |                                                |
| ∫                                              | ∫                                              | 0                                              | Bodony, italbolt végállomás                    | ∫                                              | 12                                             | 3471, 3472, 3492, 3494, 3566, 3568 |                                                |
| ∫                                              | ∫                                              | 1                                              | Bodony, újtelep                                | ∫                                              | 11                                             | 3471, 3472, 3492, 3494, 3566, 3568 |                                                |
| 16                                             | 16                                             | ∫                                              | Parád, felső                                   | 11                                             | ∫                                              | 1046 3471, 3472, 3491, 3492, 3494, 3565, 3568 |                                                |
| 17                                             | 17                                             | 2                                              | Parád, központ                                 | 10                                             | 10                                             | 1046, 1515 3034, 3470, 3471, 3472, 3491, 3492, 3494, 3565, 3566, 3568, 3569, 3604 |                                                |
| 18                                             | ∫                                              | ∫                                              | Parádóhuta, templom                            | ∫                                              | ∫                                              | 3494, 3567, 3569 |                                                |
| 19                                             | ∫                                              | ∫                                              | Parádóhuta, harangláb                          | ∫                                              | ∫                                              | 3494, 3567, 3569 |                                                |
| 20                                             | ∫                                              | ∫                                              | Parádóhuta, templom                            | ∫                                              | ∫                                              | 3494, 3567, 3569 |                                                |
| 21                                             | 18                                             | 3                                              | Parád, Fáy iskola                              | 9                                              | 9                                              | 1046 3034, 3470, 3471, 3472, 3491, 3492, 3494, 3565, 3566, 3567 |                                                |
| 22                                             | 19                                             | 4                                              | Parád, Gyopár                                  | 8                                              | 8                                              | 1046 3034, 3470, 3471, 3472, 3491, 3492, 3494, 3565, 3566, 3567, 3604 |                                                |
| 23                                             | 20                                             | 5                                              | Parád, alsó                                    | 7                                              | 7                                              | 1046 3034, 3470, 3471, 3472, 3491, 3492, 3494, 3565, 3566, 3567 |                                                |
| 24                                             | 21                                             | 6                                              | Parádfürdő, Kórház végállomás                  | 6                                              | 6                                              | 1046, 1515 3034, 3470, 3471, 3472, 3491, 3492, 3494, 3565, 3566, 3567, 3604 |                                                |
| 25                                             | 22                                             |                                                | Recski ércbánya bejárati út                    | 5                                              | 5                                              | 1046 3034, 3470, 3471, 3472, 3491, 3492, 3494, 3565, 3566, 3604 |                                                |
| 26                                             | 23                                             |                                                | Recsk, Kossuth utca 45.                        | 4                                              | 4                                              | 1046 3034, 3470, 3471, 3472, 3491, 3492, 3494, 3565, 3566, 3604 |                                                |
| 27                                             | 24                                             |                                                | Recsk, OTP                                     | 3                                              | 3                                              | 1046 3034, 3470, 3471, 3472, 3491, 3492, 3494, 3565, 3566, 3604 |                                                |
| 28                                             | 25                                             |                                                | Recsk, mátraderecskei elágazás                 | 2                                              | 2                                              | 1046, 1352, 1354, 1447, 1448 3034, 3470, 3471, 3472, 3474, 3491, 3492, 3494, 3565, 3566, 3604 |                                                |
| ∫                                              | 26                                             |                                                | Recsk, kőbánya bejárati út                     | 1                                              | 1                                              | 1046, 1352, 1354, 1447, 1448 3470, 3471, 3472, 3474, 3491, 3604 |                                                |
| 29                                             | ∫                                              |                                                | Recsk, Kőbánya lakótelep végállomás            | 0                                              | 0                                              | 3566 |                                                |
|                                                | 27                                             |                                                | Sirok, Dallapuszta                             |                                                |                                                | 1352, 1354 3470, 3471, 3472, 3474, 3491 |                                                |
|                                                | 28                                             |                                                | Sirok, Nyírjes út (lakótelepi átjáró)          |                                                |                                                | 1046, 1352, 1354, 1447, 1448 3462, 3470, 3471, 3472, 3473, 3474, 3476, 3482, 3490, 3491, 3604 |                                                |
|                                                | 29                                             |                                                | Sirok, központ végállomás                      |                                                |                                                | 1046, 1352, 1354, 1447, 1448 3462, 3463, 3470, 3471, 3472, 3473, 3474, 3476, 3482, 3490, 3491, 3604 |                                                |